# Paul Wittgenstein
Paul Wittgenstein (11 de mayo de 1887 - 3 de marzo de 1961) fue un pianista austriaco. Se convirtió en ciudadano estadounidense en 1946. Perdió el brazo derecho durante la Primera Guerra Mundial, pero continuó realizando conciertos solo con el brazo izquierdo, y encargó varios trabajos a destacados compositores.

## Biografía
Wittgenstein nació en Viena, hijo del industrial Karl Wittgenstein. Dos años más tarde, nacería su hermano, el futuro filósofo Ludwig Wittgenstein. El hogar era frecuentemente visitado por prominentes figuras de la cultura, entre ellos los compositores Johannes Brahms, Gustav Mahler y Richard Strauss, con quienes el joven Paul tocaba dúos.[cita requerida]
Paul Wittgenstein estudió con Malvine Bree y más tarde con una figura mucho más conocida, el virtuoso músico polaco Teodor Leszetycki. Hizo su debut público en 1913 y recibió críticas favorables. Al año siguiente, estalló la Primera Guerra Mundial y fue llamado al servicio militar. Durante un asalto en Polonia, fue herido y capturado por las fuerzas rusas, y su brazo derecho tuvo que ser amputado. Durante su recuperación, resolvió continuar con su carrera de pianista, usando solamente su brazo izquierdo.[cita requerida]
Luego del final de la guerra, Wittgenstein puso en marcha su plan, estudiando intensamente, arreglando las piezas musicales para poder tocarlas solamente con su brazo izquierdo, y aprendiendo nuevas piezas compuestas especialmente para él por su antiguo maestro Josef Labor (quien se encontraba ciego). Cuando volvió a hacer conciertos, llegó a hacerse bien conocido y querido. Luego se acercó a los más famosos compositores para pedirles que escribieran trabajos que él pudiera interpretar. Benjamin Britten, Paul Hindemith, Erich Wolfgang Korngold, Franz Schmidt y Richard Strauss hicieron piezas para él. Maurice Ravel escribió su Concierto para piano para la mano izquierda en re mayor, la que se convirtió en la más famosa de todas las obras que inspiró Wittgenstein. Serguéi Prokófiev también escribió el Concierto de piano Nº 4 para él; pero Wittgenstein dijo que no entendía la pieza, por lo que nunca la tocó en público.[cita requerida]
Muchas de las piezas que Wittgenstein encargó son frecuentemente interpretadas hoy en día por pianistas de dos manos. Pianistas nacidos después de Wittgenstein, que por alguna razón perdieron el uso de su mano derecha, como Leon Fleisher y João Carlos Martins, han tocado los trabajos compuestos para él.[cita requerida]
La familia de Wittgenstein se había convertido al cristianismo tres generaciones antes de su nacimiento, por el lado de su padre, y dos generaciones, por el de su madre; sin embargo, ellos eran descendientes principalmente de judíos, y bajo las leyes de Núremberg fueron clasificados como judíos. Luego del ascenso del Partido Nazi y de la anexión de Austria, Paul trató de persuadir a sus hermanas Helene y Hermine de dejar Viena, pero ellas se negaron; fueron encerradas en sus casas, y no podían creer cómo una distinguida familia como la de ellas podía estar en aquel peligro. Ludwig ya llevaba algunos años viviendo en Inglaterra, y Margarete (Gretl) se había casado con un estadounidense. El mismo Paul, a quien no se había permitido presentar conciertos bajo el gobierno nazi, había partido hacia Estados Unidos en 1938. Desde ese país, él y Gretl, con alguna ayuda de Ludwig (que adquirió la nacionalidad británica en 1939), gestionaron el uso de las finanzas familiares (mayormente mantenidas en el extranjero) y de conexiones legales para conseguir el estatus de "no judías" para sus hermanas.[cita requerida]
Las finanzas familiares empleadas consistieron supuestamente en la entrega voluntaria de todas las propiedades y los activos en Alemania y en los territorios ocupados con un valor total de 6 mil millones de dólares estadounidenses de la época, la cual puede haber sido la más grande fortuna privada en Europa. Esencialmente, todos los activos de la familia fueron entregados a los nazis a cambio de la protección de las dos hermanas bajo la interpretación excepcional de las leyes raciales, permitiéndoles seguir viviendo en el palacio familiar de Viena. Se considera que esta "donación" fue el factor principal que permitió financiar el éxito y las defensas alemanas durante la Segunda Guerra Mundial.[cita requerida]
Paul se convirtió en ciudadano estadounidense en 1946, y pasó el resto de su vida en Estados Unidos, donde hizo un buen trabajo como profesor y pianista. Murió en Nueva York en 1961.[cita requerida]

## Composiciones para Paul Wittgenstein
(Todos los estrenos fueron interpretados por el propio Wittgenstein, a no ser que se indique otra cosa.)  
- Sergei Eduardowitsch Bortkiewicz: 
  - Klavierkonzert e-Moll Nr.2 für die linke Hand, op. 28; estreno en Viena el 29 de noviembre de 1923, dirigido por Eugen Pabst.
- Rudolf Braun: 
  - Konzert a-Moll (1927/28).
- Walter Bricht: 
  - Variations on an Old German Children Song piano (mano izquierda), flauta y chelo, op. 40 (1942).
- Benjamin Britten:
  - Diversions para piano (mano izquierda) y orquesta, op. 21 (1940, rev. 1954); estreno: 16 de enero de 1942 en la Academy of Music de Philadelphia por The Philadelphia Orchestra, Director: Eugene Ormandy.
- Hans Gál: 
  - Klavierquartett A-Dur (1926/27); estreno: 1928.
- Leopold Godowsky: 
  - Symphonische Metamorphosen über den „Schatz-Walzer“ aus „Der Zigeunerbaron“ von Johann Strauß (mayo de 1928); von Wittgenstein nicht aufgeführt.
- Paul Hindemith: 
  - Klaviermusik mit Orchester, op. 29 (1923); estreno: 9 de diciembre de 2004 en Berlín; Leon Fleisher, Berliner Philharmoniker, Simon Rattle.[1]
- Erich Wolfgang Korngold: 
  - Klavierkonzert für die linke Hand, op. 17; estreno: 22 de septiembre de 1924 en Viena, Wiener Symphoniker, Director: Erich Wolfgang Korngold
  - Suite für 2 Violinen, Violoncello und Klavier (linke Hand), op. 23 (1930); estreno: 21 de octubre de 1930 en Viena, Mittlerer Konzerthaussaal con Paul Wittgenstein al piano y el Rosé-Quartett).
- Josef Labor: 
  - Variationen in D-Dur für Klavier linke Hand (1915)
  - Konzertstück für Klavier und Orchester Es-Dur (1923) estreno: 10 de noviembre de 1923 en la Wiener Konzerthaus con la Wiener Sinfonie-Orchester bajo la batuta de Rudolf Nilius.
- Serguéi Prokófiev: 
  - Concierto para piano y orquesta n.º 4 (1931), que nunca interpretó en público.
- Maurice Ravel: 
  - Concierto para piano para la mano izquierda en Re Mayor (1929/30); estreno: 5 de enero de 1932 en Viena.
- Felix Rosenthal: 
  - Romanze und Impromptu für die linke Hand. No se conoce interpretación de Wittgenstein.
- Moriz Rosenthal: 
  - Neuer Wiener Carneval nach Themen von Johann Strauß für die linke Hand allein (vor 1935).
  - Fantasie über Gounods Faust (undatiertes Manuskript: „Paul Wittgenstein in Bewunderung zugeeignet von Moritz Rosenthal.“
  - Un poco serioso (undatiertes Manuskript mit Anmerkungen von Wittgenstein).
  - Air de Ballet, Pizzicato Polka von Leo Delibes in der Bearbeitung für die linke Hand.
- Franz Schmidt: 
  - Konzertante Variationen über ein Thema von Beethoven (1923) estreno: 2. Februar 1924 im Wiener Konzerthaus mit dem Wiener Sinfonie-Orchester unter Julius Prüwer.
  - Quintett für Klavier und Streichquartett G-Dur (1926).
  - Quintett für Klavier, Klarinette und Streichtrio B-Dur (1932) estreno: 16. März 1933 im Wiener Konzerthaus, Uhr Schubert-Saal, mit dem Sedlak-Winkler-Quartett, Leopold Wlach, Klarinette und Herbert Magg, violonchelo.
  - Klavierkonzert Es-Dur (1934).
  - Quintett für Klavier, Klarinette und Streichtrio A-Dur (1938).
  - Toccata d-moll für Klavier linke Hand alleine (1938).
- Eduard Schütt: 
  - Paraphrase für Klavier und Orchester (1929), estreno el 27 de junio de 1929 en Viena.
- Henry Selbing: 
  - Acht leichte und mittelschwere, instruktive und melodische Vortragsstücke für Klavier linke Hand allein.
- Richard Strauss: 
  - Parergon zur Sinfonia Domestica (1924/25); estreno: 6 de octubre de 1925 en Dresde.
  - Panathenäenzug. Sinfonische Etüden in Form einer Passacaglia für Klavier (linke Hand) und Orchester, op. 74 bzw. TrV 254 (1927); estreno: 16 de enero de 1928 en Berlín)
  - Übungen für die linke Hand (1926).
- Jenő Takács: 
  - Toccata und Fuge, op. 56 (1951); von Wittgenstein unaufgeführt zurückgesandt.
- Alexandre Tansman: 
  - Konzertstück für die linke Hand (1943).
- Ernest Walker: 
  - Variations on an Original Theme for piano, clarinet and string trio, o. op. (1933).
  - Study for the Left Hand op. 47 (1931).
  - Prelude (Larghetto), op. 61 (1935).
- Karl Weigl: 
  - Konzert für Klavier linke Hand und Orchester (1924)
- Juliusz Wolfsohn: 
  - Bearbeitung des Donauwalzers para la mano izquierda (um 1930)